# Варун-Секрет Сергій Тимофійович
Сергі́й Тимофі́йович Варун-Секрет (* 1 вересня 1868 — † 30 квітня 1962) — громадський діяч і політик Російської імперії, депутат Державної думи Російської імперії від Херсонської губернії, старший товариш (тобто заступник) голови IV Державної думи, Єлисаветградський повітовий комісар Тимчасового уряду, за часів Гетьманату — товариш міністра внутрішніх справ.

## Життєпис
Православний, з потомствених дворян Херсонської губернії. Землевласник Єлисаветградського повіту (1870 десятин родового маєтку при селі Софіївці (?Тарасівці) Татарівської волості і 1004 десятини купленої землі при селі Єлисаветівці Маловисківської волості). Мав двох братів, кадрових офіцерів РІА: Володимир (?—1973), ротмістр 6-го Клястицького гусарського полку, учасник Білого руху, і Георгій (1870—1942), полковник того ж полку, учасник Білого руху.
Закінчив гімназію, Петровський Полтавський кадетський корпус та 1888 — Миколаївське кавалерійське училище по 1-му розряду, звідки був випущений корнетом в 21-й Білоруський драгунський полк. З 1890 року у відставці, проживав у своїй садибі в Єлисаветградському повіті, займався сільським господарством та громадською діяльністю.
В 1898—1913 роках — гласний Єлисаветградського та з 1902 — Херсонського губернського земств. В 1898—1906 — почесний мировий суддя по Єлисаветградському повіту. В 1899—1904 роках — земський начальник 8-го участка Єлисаветградського повіту, в 1904—1906 — голова Єлисаветградської волосної земської управи. У квітні 1906 обраний до І Державної думи від Херсонської губернії з'їздом землевласників. Був близький до мирнооновленців. Підписав законопроєкт про амністію, виступав по аграрному питанню та щодо перевірки прав 4-го відділу Думи в Бессарабській губернії. Входив до складу розрахунково-позичкового товариства Єлисаветградського відділу Державного банку по сільськогосподарських кредитах.
Депутат Державної думи від Херсонської губернії І, ІІ та IV скликань.
У лютому 1907 року переобраний в ІІ Державну думу від зібрання землевласників, прилучився до фракції «Союзу 17 жовтня»; був у складі комісій продовольчої та рахункової при обранні товариша секретаря Думи. Після розпуску другого скликання Думи перебував на земській роботі, одночасно — Єлисаветградський повітовий предводитель дворянства в 1907—1910 роках, з 1907 — почесний мировий суддя; входив до складу Ради по справах місцевого дворянства. 1911 року знову обраний головою Єлисаветградської повітової земської управи (займав цю посаду до 1917 р.), з того ж таки 1911 — титулярний радник.
Жовтнем 1912 знову обраний до IV Державної думи від з'їзду землевласників, один із керівників фракції «Союз 17 жовтня», після її розколу в грудні 1913 — у фракції Земців-октябристів. 26 листопада 1913 обраний старшим товаришем (заступником) голови Думи. Голова Земської групи; член Президії Думи, також входив до Прогресивного блоку. Після виступу Павла Мілюкова 1 листопада 1916 року покинув посаду товариша голови 1-го відділу Думи, а 3 листопада склав із себе обов'язки старшого товариша голови Думи.
Після Лютневої революції 10 березня 1917 року призначений Єлисаветградським повітовим комісаром Тимчасового уряду.
Після Жовтневого перевороту, якого не сприйняв, проживав у Києві. За часів Гетьманату — товариш міністра внутрішніх справ.
18 (5) вересня 1918 року відбулася нарада під головуванням товариша міністра внутрішніх справ Варун-Секрета для з'ясування питання щодо часткової евакуації урядових, громадських та приватних установ з Києва. Брали участь представники усіх міністерств, розглянуто питання про визначення мети, структури та компетенції комісії й напрацювання невідкладних заходів щодо розвантаження міста, ухвалено в першу чергу обмежити в'їзд до Києва. Міністерствам та приватним установам доручалося самостійно визначити, які установи евакуювати треба в першу чергу, та які приміщення потрібні для них на новому місці.
1919 року емігрував в Югославію, згодом у Францію. В 1921 році був одним з організаторів Російської націонал-демократичної партії, в березні 1922 головував на Російському монархічному з'їзді в Берліні. Учасник роботи Російського емігрантського національного центру в Франції. В 1948 р. займався організацією Виборчого комітету по організації представництва російської еміграції у Франції. Останні роки життя був пенсіонером Російського дому в Кормей-ан-Паризі. Був одружений, мав четверо дітей.
Похований у передмісті Парижа Кормей-ан-Паризі.